# アレクセイ・デューミン

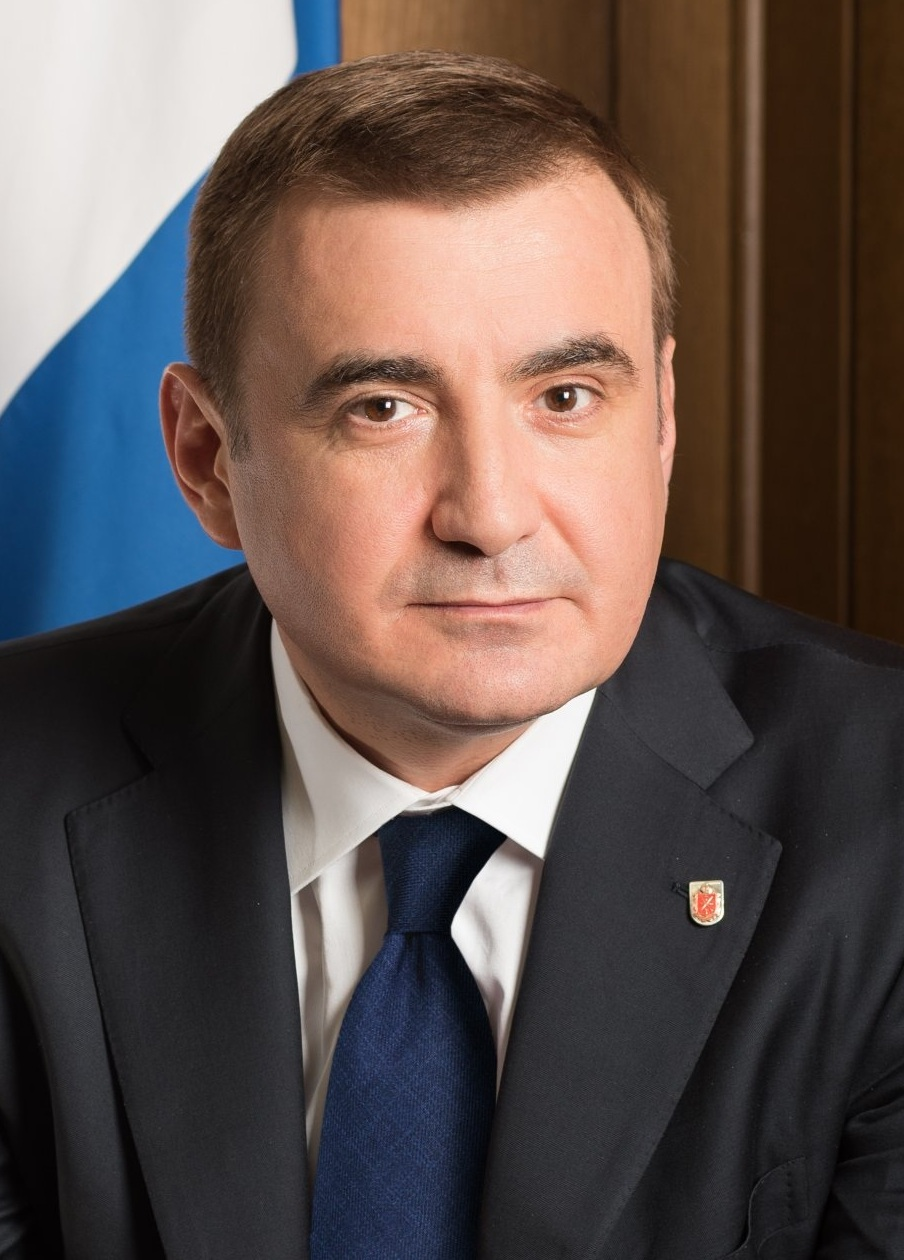
2018年

アレクセイ・デューミン（英語: Aleksey Gennadyevich Dyumin、ロシア語: Алексей Геннадьевич Дюмин;、1972年8月28日 - ）は、ロシアの政治家、元GRU（ロシア連邦軍参謀本部情報局）の将校。アレクセイ・デュミンという表記も散見される。
2024年に国家評議会議長に任命された。2016年から2024年までトゥーラ州知事を務めた。階級は中将で、ロシア連邦英雄の称号を授与されている。報道ではプーチン大統領の後継者として候補に挙がっている。

## 人物
アレクセイ・デューミンは1972年8月28日、クルスク州クルスク市で生まれた。父親のゲンナジー・ヴァシリエヴィチ・デューミンは軍医であり、国防省の軍医局第4部の指揮官の将官だった。
軍人の一家で育ったデュミンはヴォロネジ高等軍事工学学校の電気無線科に進学した。同校はソ連軍モスクワ軍管区の司令部の直轄の学校であり、敵偵察（ロシア語で言うスパイ活動）の専門の学校だった。趣味はアイスホッケー。

## シロヴィキとしてのキャリア
1995年にデュミンはFSB（旧KGBの国内保安部門の後継機関）に勤務したが1999年には連邦警護局（旧KGB第9局の継承機関）に勤務。そそこでウラジーミル・プーチンの個人警護官の1人に成った。デューミンはそこで事務能力や連絡能力の高さをプーチンから評価されていた。
2014年にはGRU（ロシア軍参謀本部情報総局）の副長官に抜擢された。新聞「コメルサント」によると、デュミンは2014年2月23日のウクライナ大統領ヴィクトル・ヤヌコビッチの避難を指揮したという。その後は陸軍中将となりロシア陸軍の第一副総司令官および陸軍参謀総長（ロシア連邦軍全体の総司令官である、連邦軍参謀総長とは別の役職）を務めた。これら異例の「出世街道」はデュミン本人も驚いていた。「あらゆる物事を凡庸にこなす」ジェネラリストとして一目を置かれていた。

## 政界進出
長らく諜報や軍官僚として成功していたデューミンだが、2016年にはトゥーラ州の知事選挙に無所属で立候補した。当選後はモスクワとトゥーラを結ぶ高速鉄道をスムーズに開発させ政治家としても高く評価された（モスクワとトゥーラ間の194kmの距離を移動するのに要する時間は2時間からわずか55分に短縮される。）。その後、国家評議会の長官（日本の内閣官房長官に相当）に任命される。

## 評価
GRUの諜報員、軍官僚、政治家、スポーツ振興協会の会長など、「あらゆる職務を凡庸にこなせる」ジェネラリストとして評価が高く、ロシア国内でもプーチン大統領の有力な後継者として見られている。